# Aya Uchida
Aya Uchida (内田 彩 Uchida Aya?,  Ōta, Japón, 23 de julio de 1986) es una actriz de voz y cantante  japonesa, afiliada a Across Entertainment. Interpretó a Kotori Minami en Love Live! School Idol Project y a Kaban en Kemono Friends. Lanzó el sencillo "Sign/Candy Flavor", la canción "Sign" fue utilizado como tema final para The Quintessential Quintuplets. Su apodo es Ucchi.

## Filmografía

### Anime
Los papeles principales están en negrita.
2009
- Kiddy Girl-And como Ascoeur
- Miracle Train - Ōedo-sen e Yōkoso como Chinatsu
- Sora o Miageru Shōjo no Hitomi ni Utsuru Sekai como Chikara Hidaka

2010
- Mitsudomoe como Mayumi Katou
- Shimajirō Hesoka como Bowdown
- Yumeiro Patissiere como Erika Hayami

2011
- Freezing como Ticy Phenyl
- Mawaru-Penguindrum	como Aoi
- Mitsudomoe Zōryōchū! como Mayumi Katou
- Rio: Rainbow Gate! como Elle Adams y Ille Adams
- YuruYuri como Kaede Furutani

2012
- Recorder and Randsell como	Hina-chan
- So, I Can't Play H! como Urus
- Space Battleship Yamato 2199 como Oficial de Captura Yuria Misaki
- YuruYuri♪♪	como Kaede Furutani

2013
- Ai Mai Mi como Mai
- Devil Survivor 2: The Animation	como Io Nitta
- Love Live!	como Minami Kotori
- Vividred Operation como Himawari Shinomiya

2014
- Love Live! 2 como Minami Kotori
- Trinity Seven como Arin Kannazuki
- Z/X Ignition como Rigel

2015
- Re-Kan! como Espíritu Kogal
- My Monster Secret	como Shiho Shishido
- Million Doll como Hinami Kamakura

2016
- Danganronpa 3: The End of Hope's Peak High School	como Komaru Naegi
- Izetta: The Last Witch como Bianca

2017
- Chain Chronicle como Marina
- Kemono Friends	como Kaban

2018
- Black Clover como Sylph/Bell
- Full Metal Panic! Invisible Victory como Sachi Shinohara
- Ms. Vampire Who Lives in My Neighborhood como Yū Aoki
- Omae wa Mada Gunma o Shiranai como Kyō Shinooka
- Release the Spyce como Hatsume Aoba
- Hyakuren no Haō to Seiyaku no Valkyria	como Mitsuki Shimoya

2019
- Kemono Friends 2 como Kaban
- Ascendance of a Bookworm como Frieda
- Kandagawa Jet Girls como Inori Misuda
- Z/X Code reunion como Rigel

2020
- Infinite Dendrogram como Elizabeth S. Altar
- Magia Record: Puella Magi Madoka Magica Gaiden como Tsukasa Amane
- Rail Romanesque como Ran
- Strike Witches: Road to Berlin	como Shizuka Hattori

2021
- Hortensia Saga	como Kuu Morimol
- Let's Make a Mug Too como Mad Deiemon y Rio Matsuse
- To Your Eternity como Parona
- Gunma-chan	como Aoma
- Waccha PriMagi! como Hina Yayoi
- Magia Record Season 2: The Eve of Awakening como Tsukasa Amane
- Shin no Nakama ja Nai to Yuusha no Party wo Oidasareta node, Henkyou de Slow Life suru Koto ni Shimashita como Theodora

2022
- Magia Record Final Season: Dawn of Shallow Dream como Tsukasa Amane
- Engage Kiss como Shenhua Hachisuka
- PuniRunes como Raburune

2023
- Tensei Kizoku no Isekai Bōken Roku como Silk Von Santana
- Hero Classroom como Iona

### OVAs
2011
- Baby Princess 3D Paradise 0 como Hotaru Amatsuka

### ONAs
2023
- Junji Ito Maniac: Japanese Tales of the Macabre como Izumi Murakami

### Películas
2012
- Strike Witches the Movie como Shizuka Hattori

2014
- Space Battleship Yamato 2199: Odyssey of the Celestial Ark como Oficial de Captura Yuria Misaki

2015
- Love Live! The School Idol Movie (2015) como Kotori Minami

2017
- Trinity Seven the Movie: The Eternal Library and the Alchemist Girl como Arin Kannazuki

2019
- Trinity Seven: Heavens Library & Crimson Lord como Arin Kannazuki
- Strike Witches: 501st Joint Fighter Wing Take Off! como Shizuka Hattori
- Frame Arms Girl: Kyakkyau Fufu na Wonderland como Innocentia

### Videojuegos
2011
- Shin Megami Tensei: Devil Survivor 2 como Io Nitta

2013
- Love Live! School Idol Festival como Kotori Minami
- The Guided Fate Paradox como Asagi

2014
- Bullet Girls como Yurina Kanezono
- Danganronpa Another Episode: Ultra Despair Girls como Komaru Naegi
- Defense Witches como Jill

2015
- Omega Labyrinth como Nako Mito

2016
- Granblue Fantasy como Andira

2017
- Cyberdimension Neptunia: 4 Goddesses Online como Bouquet / GM
- Magia Record como Tsukasa Amane y Umika Misaki

2018
- Koekatsu como Yuina Sasaki
- Dragalia Lost como Melsa

2019
- Lilycle Rainbow Stage!!! como Alice Kugayama

2020
- Kandagawa Jet Girls como Inori Misuda
- Azur Lane como Centaur
- Overhit como Sophia

2021
- Alchemy Stars como Eicy y Ansia

2023
- Goddess of Victory: Nikke como Quency
- Destiny Child como Harmony Medb

### Doblajes
- And Just Like That... como Lily Goldenblatt
- The Lego Ninjago Movie como Nya
- Pitch Perfect (edición de Parco/Happinet) y Aubrey Posen (Anna Camp)
- Starship Troopers: Traitor of Mars como Amy Snapp

## Discografía

### Álbumes
|                  | Release date             | Title                                     | Package number                   | Package number |
| Edición Limitada | Release date             | Title                                     | Edición Estandar                 |                |
| ---------------- | ------------------------ | ----------------------------------------- | -------------------------------- | -------------- |
| 1                | 12 de noviembre de 2014  | Apple Mint (アップルミント Appuru Minto?) | COZX-2001/2                      | COCX-1001      |
| 2                | 22 de julio de 2015      | Blooming!                                 | COZX-1067/8 (A) COZX-1069/70 (B) | COCX-39222     |
| 3                | 13 de septiembre de 2017 | ICECREAM GIRL                             | COZX-1365/6 (A) COZX-1367/8 (B)  | COCX-40081     |
| 4                | 27 de noviembre de 2019  | Ephemera                                  | COZX-1597/8                      | COCX-41001     |

### Miniálbumes
|   | Release date          | Title       | Package number |
| - | --------------------- | ----------- | -------------- |
| 1 | 10 de febrero de 2016 | Sweet Tears | COZX-1124/5    |
| 1 | 10 de febrero de 2016 | Bitter Kiss | COZX-1126/7    |

### Sencillos
|                  | Fecha de Lanzamiento    | Título            | Número de paquete               | Número de paquete |
| Edición Limitada | Fecha de Lanzamiento    | Título            | Edición Estandar                |                   |
| ---------------- | ----------------------- | ----------------- | ------------------------------- | ----------------- |
| 1                | 30 de noviembre de 2016 | SUMILE SMILE      | COZC-1262/3                     | COCC-17234        |
| 2                | 9 de mayo de 2018       | So Happy          | COZC-1434/5                     | COCC-17449        |
| 3                | 6 de marzo de 2019      | Sign/Candy Flavor | COZC-1514/5 (A) COZC-1518/9 (B) |                   |
| 4                | 4 de marzo de 2020      | Reverb            | COZC-1631/2                     | COCC-17745        |